# Dekanat podolski
Dekanat podolski – jeden z 48 dekanatów eparchii moskiewskiej obwodowej Rosyjskiego Kościoła Prawosławnego. Obejmuje cerkwie położone w rejonie podolskim obwodu moskiewskiego. Funkcjonuje w nim dziewięć cerkwi parafialnych miejskich, piętnaście cerkwi parafialnych wiejskich, trzy cerkwie filialne, cerkiew domowa, cerkiew-baptysterium, pomieszczenie modlitewne i kaplica.
Funkcję dziekana pełni protojerej Oleg Sierdcew.

## Cerkwie w dekanacie[1]
- Cerkiew św. Aleksandra Newskiego w Aleksandrowce
- Cerkiew Zaśnięcia Matki Bożej w Waliszczewie
- Cerkiew Ikony Matki Bożej „Znak” w Dubrowicach

Cerkiew św. Warusa z Egiptu w Dubrowicach
- Cerkiew św. Sergiusza Fielicyna w Klimowsku
- Cerkiew Wszystkich Świętych w Klimowsku
- Cerkiew Trójcy Świętej w Koledinie

Cerkiew domowa św. Pantelejmona w Koledinie
- Cerkiew św. Eliasza w Lemieszewie
- Cerkiew Zesłania Ducha Świętego w Lesnych Poljanach
- Cerkiew św. Pantelejmona w Lwowskim
- Cerkiew Zwiastowania w Matwiejewskim
- Cerkiew Obrazu Zbawiciela Nie Ludzką Ręką Uczynionego w Nikulinie
- Cerkiew Zmartwychwstania Pańskiego w Podolsku

Pomieszczenie modlitewne św. Włodzimierza
- Cerkiew św. Jerzego w Podolsku
- Cerkiew Świętych Cyryla i Metodego w Podolsku
- Cerkiew św. Aleksandra Agafonnikowa w Podolsku
- Cerkiew św. Mikołaja Agafonnikowa w Podolsku

Cerkiew św. Łukasza w Podolsku
- Cerkiew św. Mikołaja w Podolsku
- Cerkiew Trójcy Świętej w Podolsku

Cerkiew-baptysterium św. Włodzimierza (Bogojawleńskiego)
- Cerkiew Opieki Matki Bożej w Pokrowie

Cerkiew św. Pantelejmona w Pokrowie
- Cerkiew Zwiastowania w Poliwanowie
- Cerkiew Odnowienia Świątyni Zmartwychwstania Pańskiego w Jerozolimie w Siertjakinie
- Cerkiew św. Mikołaja w Striełkowie
- Cerkiew św. Jana Teologa w Synkowie
- Cerkiew św. Andrzeja w Fiedjukowie

Kaplica Tichwińskiej Ikony Matki Bożej